# Associazione Calcio Legnano 1996-1997
Questa pagina raccoglie le informazioni riguardanti l'Associazione Calcio Legnano nelle competizioni ufficiali della stagione 1996-1997.

## Stagione
La stagione 1996-1997 è profondamente segnata dalla scomparsa, avvenuta alla fine del campionato precedente, del presidente Ferdinando Villa. Dopo l'ipotesi di affidare la presidenza a Mauro Bicicli, a luglio il consiglio direttivo elegge alla massima carica dirigenziale Mario Pighetti. Nel ruolo di direttore generale Gigi Cappelletti sostituisce Bicicli, che lascia i Lilla. Obiettivo della nuova dirigenza è la promozione immediata in Serie C2. Per la panchina lilla viene scelto Loris Boni, mentre per quanto riguarda il calciomercato lasciano il Legnano il portiere Valentino Cuccunato, il difensore Roberto Maurino, il centrocampista Ulisse Raza e gli attaccanti Massimiliano Menegatti e Roberto Marri. Vengono acquistati i centrocampisti Daniele Gardini e Giovanni Livieri e l'attaccante Roberto Verdicchio.
Nella stagione 1996-1997 il Legnano disputa il girone B del Campionato Nazionale Dilettanti, ottenendo il terzo posto in classifica con 61 punti. Il torneo viene vinto dalla Biellese-Vigliano con 78 punti davanti al Casale con 66 punti, con i primi promossi in Serie C2. I Lilla giocano un ottimo girone di andata, che permette alla squadra di comandare a lungo la classifica. Nella seconda parte del campionato c'è una crisi di risultati che causa la discesa del Legnano fino al terzo posto in graduatoria. In Coppa Italia Dilettanti il Legnano viene eliminato dallo Sparta Novara al primo turno: entrambe le squadre arrivano a pari punti, ma la compagine novarese ha una migliore differenza reti, e quindi passa il turno.

## Divise e sponsor
| Casa |

## Organigramma societario
Area direttiva
- Presidente: Mario Pighetti
- Direttore generale: Gigi Cappelletti

Area tecnica
- Allenatore: Loris Boni

## Rosa
| N. |                   | Ruolo | Calciatore              |
| -- | ----------------- | ----- | ----------------------- |
|    | Italia (bandiera) | A     | Marco Basilico          |
|    | Italia (bandiera) | D     | Gianluca Bestetti       |
|    | Italia (bandiera) | P     | Davide Ceccotti         |
|    | Italia (bandiera) |       | Chiorri                 |
|    | Italia (bandiera) | P     | Alessandro Cozzi        |
|    | Italia (bandiera) | C     | Giovanni Cusatis        |
|    | Italia (bandiera) | C     | Massimiliano De Ambrogi |
|    | Italia (bandiera) | D     | Andrea Ferri            |
|    | Italia (bandiera) | C     | Bartolomeo Foglio       |
|    | Italia (bandiera) |       | Formigari               |
|    | Italia (bandiera) | C     | Daniele Gardini         |
|    | Italia (bandiera) | C     | Matteo Juretig          |

| N. |                   | Ruolo | Calciatore              |
| -- | ----------------- | ----- | ----------------------- |
|    | Italia (bandiera) | C     | Giovanni Livieri        |
|    | Italia (bandiera) | P     | Massimiliano Micheletti |
|    | Italia (bandiera) | D     | Mirko Molena            |
|    | Italia (bandiera) | D     | Roberto Occhioni        |
|    | Italia (bandiera) | C     | Alessandro Oldani       |
|    | Italia (bandiera) | D     | Marco Pedotti           |
|    | Italia (bandiera) | A     | Picardi                 |
|    | Italia (bandiera) | C     | Rossi                   |
|    | Italia (bandiera) | A     | Emanuele Terraneo       |
|    | Italia (bandiera) | A     | Roberto Verdicchio      |
|    | Italia (bandiera) | A     | Giuseppe Vitalone       |
|    | Italia (bandiera) | D     | Marco Zaffaroni         |

## Risultati

### Campionato

#### Girone d'andata
| Legnano 1º settembre 1996 1ª giornata | Legnano              | 0 – 0 | Borgosesia | Stadio Giovanni Mari\| Arbitro: \| L. Costa (Catanzaro) \| |
| Arbitro:                              | L. Costa (Catanzaro) |       |            |                                                            |

| Arbitro: | Rollo (Parma) |

|                                     |           |              |
| Bergamaschi 13’ Tiraboschi 45’, 70’ | Marcatori | 67’ Vitalone |

| Arbitro: | Fort (Roma) |

|                          |           |  |
| Terraneo 9’ Livraghi 17’ | Marcatori |  |

| Arbitro: | Tonin (Piombino) |

|                |           |                         |
| La Cagnina 54’ | Marcatori | 29’ Oldani 79’ Terraneo |

| Arbitro: | Battistella (Conegliano) |

|           |           |            |
| Rossi 19’ | Marcatori | 74’ Isoldi |

| Arbitro: | Loffredo (Potenza) |

|            |           |              |
| Udassi 75’ | Marcatori | 60’ Vitalone |

| Arbitro: | Bongiovanni (Finale Emilia) |

|                        |           |           |
| Ferri 9’ Formigari 84’ | Marcatori | 69’ Atzei |

| Arbitro: | De Sio (Salerno) |

|          |           |                           |
| Fusi 20’ | Marcatori | 18’, 56’ (rig.) Zaffaroni |

| Arbitro: | Turco (Vicenza) |

|                           |           |  |
| Terraneo 75’ Vitalone 84’ | Marcatori |  |

| Biella 3 novembre 1996 10ª giornata | Biellese-Vigliano | 0 – 0 | Legnano | Stadio Lamarmora\| Arbitro: \| Mariani (Pescara) \| |
| Arbitro:                            | Mariani (Pescara) |       |         |                                                     |

| Calangianus 10 novembre 1996 11ª giornata | Calangianus  | 0 – 0 | Legnano | Stadio Signora Chiara\| Arbitro: \| Papi (Prato) \| |
| Arbitro:                                  | Papi (Prato) |       |         |                                                     |

| Arbitro: | Sciabarrà (Agrigento) |

|                                                        |           |  |
| Livieri 30’ De Ambrogi 45+1’ Terraneo 54’ Vitalone 76’ | Marcatori |  |

| Arbitro: | P. Rossi (Forlì) |

|                             |           |                                     |
| Giulietti 88’ (rig.), 90+1’ | Marcatori | 45+3’ (rig.) Zaffaroni 70’ Vitalone |

| Arbitro: | Sacco (Civitavecchia) |

|                                         |           |              |
| Vitalone 66’ Cusatis 81’ Terraneo 90+1’ | Marcatori | 84’ Buzzetti |

| Arbitro: | Gobbo (Padova) |

|  |           |                          |
|  | Marcatori | 22’ Gardini 87’ Vitalone |

| Arbitro: | Viazzi (Imperia) |

|             |           |  |
| Gardini 48’ | Marcatori |  |

| Arbitro: | Pappalardo (Bolzano) |

|  |           |                              |
|  | Marcatori | 8’, 70’ Vitalone 80’ Gardini |

#### Girone di ritorno
| Borgosesia 5 gennaio 1996 18ª giornata | Borgosesia          | 0 – 0 | Legnano | Stadio Comunale\| Arbitro: \| Carlucci (Molfetta) \| |
| Arbitro:                               | Carlucci (Molfetta) |       |         |                                                      |

| Arbitro: | Giangrande (L'Aquila) |

|                           |           |  |
| Vitalone 31’ Terraneo 77’ | Marcatori |  |

| Verbania 19 gennaio 1997 20ª giornata | Verbania          | 0 – 0 | Legnano | Stadio dei Pini\| Arbitro: \| Cruciani (Pesaro) \| |
| Arbitro:                              | Cruciani (Pesaro) |       |         |                                                    |

| Arbitro: | Giordano (Caltanissetta) |

|                          |           |              |
| Vitalone 37’ Livieri 58’ | Marcatori | 46’ Bellavia |

| Arbitro: | Rubino (Salerno) |

|                             |           |  |
| De Riggi 7’, 70’ Bedino 81’ | Marcatori |  |

| Arbitro: | Petrucci (Cervignano del Friuli) |

|                              |           |  |
| Zaffaroni 86’ Terraneo 90+1’ | Marcatori |  |

| Arbitro: | Trefoloni (Siena) |

|                       |           |  |
| Spini 22’ Camedda 55’ | Marcatori |  |

| Arbitro: | Guindarini (La Spezia) |

|                                |           |                 |
| Pedotti 5’ Pedretti 77’ (aut.) | Marcatori | 86’ Solimeno R. |

| Arbitro: | Bornia (Genova) |

|                             |           |                            |
| Capozucca 29’ Rigamonti 88’ | Marcatori | 69’ Terraneo 73’ Zaffaroni |

| Arbitro: | Nigro (Torre del Greco) |

|  |           |              |
|  | Marcatori | 28’ Giannini |

| Arbitro: | Mancini (Foggia) |

|                           |           |  |
| Vitalone 2’ Zaffaroni 22’ | Marcatori |  |

| Arbitro: | Tonin (Piombino) |

|             |           |  |
| Barassi 73’ | Marcatori |  |

| Arbitro: | Romeo (Verona) |

|  |           |                        |
|  | Marcatori | 4’ Patta 57’ Giulietti |

| Arbitro: | Saponaro (Brindisi) |

|  |           |                                 |
|  | Marcatori | 4’ Picardi 83’ (rig.) Zaffaroni |

| Arbitro: | Rovai (Lucca) |

|  |           |            |
|  | Marcatori | 78’ Cabras |

| Arbitro: | Riolo (Crotone) |

|                               |           |                                                  |
| Gatto 32’ Abbattista 78’, 85’ | Marcatori | 39’ Choirri 50’, 64’ Livieri 67’ (aut.) Tresoldi |

| Legnano 4 maggio 1997 34ª giornata | Legnano                 | 0 – 0 | Oggiono | Stadio Giovanni Mari\| Arbitro: \| Fondacaro (Domodossola) \| |
| Arbitro:                           | Fondacaro (Domodossola) |       |         |                                                               |

### Coppa Italia Dilettanti

#### Primo turno - Triangolare 4
| Legnano 25 agosto 1996 1ª giornata | Legnano | 3 – 3 | Sparta Novara | Stadio Giovanni Mari |

| Abbiategrasso 4 settembre 1996 2ª giornata | Abbiategrasso | 2 – 3 | Legnano | Stadio Città di Abbiategrasso |

| 11 settembre 1996 3ª giornata |  | – Turno di riposo |  |  |

## Statistiche

### Statistiche di squadra
| Competizione                    | Punti | Totale | Totale | Totale | Totale | Totale | Totale | DR  |
| Competizione                    | Punti | G      | V      | N      | P      | Gf     | Gs     | DR  |
| ------------------------------- | ----- | ------ | ------ | ------ | ------ | ------ | ------ | --- |
| Campionato Nazionale Dilettanti | 61    | 34     | 17     | 10     | 7      | 46     | 28     | +18 |
| Coppa Italia Dilettanti         | 4     | 2      | 1      | 1      | 0      | 6      | 5      | +1  |

### Statistiche dei giocatori
| Giocatore     | Campionato Nazionale Dilettanti | Campionato Nazionale Dilettanti |
| Giocatore     | Presenze                        | Reti                            |
| ------------- | ------------------------------- | ------------------------------- |
| M. Basilico   | 8                               | 0                               |
| G. Bestetti   | 19                              | 0                               |
| D. Ceccotti   | 10                              | 0                               |
| Chiorri       | 8                               | 3                               |
| A. Cozzi      | 12                              | 0                               |
| G. Cusatis    | 34                              | 1                               |
| M. De Ambrogi | 32                              | 2                               |
| A. Ferri      | 29                              | 1                               |
| B. Foglio     | 1                               | 0                               |
| Formigari     | 12                              | 1                               |
| D. Gardini    | 22                              | 5                               |
| M. Juretig    | 2                               | 0                               |
| G. Livieri    | 32                              | 5                               |
| M. Micheletti | 24                              | 0                               |
| M. Molena     | 23                              | 0                               |
| R. Occhioni   | 32                              | 0                               |
| A. Oldani     | 2                               | 1                               |
| M. Pedotti    | 32                              | 1                               |
| Picardi       | 25                              | 1                               |
| Rossi         | 34                              | 1                               |
| E. Terraneo   | 29                              | 8                               |
| R. Verdicchio | 9                               | 0                               |
| G. Vitalone   | 36                              | 12                              |
| M. Zaffaroni  | 32                              | 8                               |